# Проти того, щоб все закінчилося
Проти того, щоб все закінчилося (англ. Against All Things Ending)  — фентезійний роман американського письменника Стівена Р. Дональдсона 2010 року. Це третій роман у тетралогії «Останні хроніки Томи Ковенанта» та дев'ятий роман у «Хроніках Томи Ковенанта» загалом. Він був випущений 19 жовтня 2010 року в США і 28 жовтня 2010 року у Великій Британії.
Попередній перегляд першого розділу книги наразі доступний у форматі PDF на веб-сайті автора.

## Введення сюжету
Лінден Евері воскрешає Томаса Ковенанта. Він знову став прокаженим, і його розум вислизає та виходить із людської реальності як наслідки тисячоліть, проведених як частина Арки часу. В результаті спільного використання дикої магії, сили Землі та криля Лоріка був пробуджений Черв'як Краю Світу, який почав рухатися до Землі, щоб напитися земної крові. Це призведе до знищення всього сущого, розриву Арки Часу, яка охоплює Землю, і згодом звільнення Лорда Фоула. Елохіми тікають у найвіддаленіші куточки Землі, щоб уникнути їх з'їдання Хробаком.
Серед головних ворогів Лінден й Томаса — Лорд Фол, Хробак, Кастенессен, Роджер Ковенант, Джоан Ковенант (одержима Рейвером), Та, Яку не можна називати, та інші істоти, випущені на землю. Лінден Ейвері в супроводі Рамена, Велетнів і Харучая намагається знайти спосіб зупинити кесури Джоан, знайти та звільнити її сина Єремію та зупинити Черв'яка кінця світу.

## Короткий зміст сюжету
Після воскресіння Томаса Ковенанта його розум розбитий і часто губиться серед величезних спогадів про минуле Краю, отриманих від існування як Хранитель часу. Лінден Ейвері перед тим, як зіткнутися з щойно пробудженим Хробаком кінця світу, вирішує знайти Єремію, коли з'являється Борона і стверджує, що може відвезти її до сина. Мета Борони — протистояти Хробаку, для чого йому потрібні Посох Закону та каблучка з білого золота; він вимагає позичити їх для використання, в обмін на що пропонує повернути Єремію. Ардент, представник інсеквентів, прибуває, щоб переконатися, що Гарроу не зрадить Лінден Ейвері. Томас Ковенант, якому доводиться боротися зі своїми спогадами, забирає криля з його місця в Анделайні. Однак його колишня дружина Джоан здатна атакувати Ковенанта дикою магією через криля. Крім того, без захисту криля скурдж і Сандгоргони (тепер контрольовані Рейвер самадхі Шеол) спустошать Анделайн і навколишній Салва Гілденборн. Зрештою, отримавши запевнення Ардента — а через нього й усієї раси Несеквентів — що Борона не буде чинити фальшиво, Лінден погоджується на угоду й віддає Посох і перстень. Його родичі доручають Палкому як стримувати, так і допомагати Бороні — це означає, що за вродженим законом Несеквента його життя також втрачається на поразку.
Борона та Ардент переносять Лінден та її супутників до Загубленої Безодні, стародавнього володіння Вайлів, щоб знайти Єремію. Там, біля великого мосту, який мерзотники називали Небезпека, Анель приходить у захват від глибокого каменю землі та пророкує, що Черв'як зрештою шукатиме Земну кров як своє останнє джерело живлення: коли Черв'як вип'є Земної крові, Арка Часу зникне. Ставши свідком цього пророцтва, Ардент досягає однієї зі своїх особистих цілей; однак Бороні не вдається відкрити портал до Загубленої Безодні. Зрештою, саме Лінден, використовуючи Посох, здатна скасувати магію Вайлів завдяки розумінню, яке вона отримала від Каерройла Вайлдвуда, а також завдяки її особистій зустрічі з самими Вейлами в минулому Землі. З'ясувалося, що саме крадіжка цього розуміння спонукала Гарроу до першої спроби заволодіти Лінден, перш ніж йому відмовив Махдуб. Відновивши Посох, Лінден також дізнається, що навіть під Загубленою Безоднею дрімає потужне прокляття на ім'я Та, Яку Не Можна Називати — вимучений аватар незліченних зраджених жінок у всій історії, включаючи коханку Кастенессена та вигнану дружину Творця Діасомер. Мінідощ. Лінден виявляє, що саме ця біда є джерелом Бруду Кевіна. Проте прокляття дрімає, і, не маючи жодних мислимих засобів протистояти йому, група залишає його спати та потрапляє в Загублену Безодню.
У той час як супутники Лінден захоплені чудесами стародавньої обителі Вайлів, Гарроу залишає їх, щоб взяти Єремію за його власні амбітні плани. Там він стикається з кроєлем, який ховається в одній із конструкцій Єремії, призначених для того, щоб приховати його від Елогіма (який раніше сказав Лінден, що не може звільнити її сина). Ліанд атакує його, і кроєль ледь не вбиває його. Борона вірить, що через цю конструкцію кроєль не зможе викликати допомогу — маючи на увазі Роджера (який отримав одну з рук божевільного Елогіма Кастенессена, і тому має деякі здібності Елогіма). Однак кроєль дивує його, викликаючи натомість скеста, і група майже розгромлена. У розпачі Лінден руйнує конструкцію, яка негайно дозволяє Роджеру перенести себе на бій, де він негайно вбиває Гарроу. Перш ніж Роджер встигає отримати посох і дзвонити, його батько втручається, борючись проти нього крилем Лоріка. За допомогою криеля Джоан використовує свою силу, щоб завдати шкоди Ковенанту, і його руки настільки сильно обпалені, що Лінден згодом змушений ампутувати решту кінчиків пальців. За допомогою Стайва проти кроєлів Лінден може об'єднати сили з Ковенантом, щоб змусити Роджера втекти. Нарешті прибуває Есмер з ур-вілами та Вейнхімом і не дозволяє Роджеру втекти з Єремією. Ковенанту вдається захопити кроєля за допомогою криля, а Есмер забирає Роджера та відводить його від бою; він незабаром повертається з групою Вейнхіма та ур-вілів, які допомагають групі втекти.
Конфлікт цих сил пробуджує Ту, Яку Не Називати. Лінден та її супутники слідують за ур-вілами та Вейнхімом у пошуках виходу, і значною мірою покладаються на силу та витривалість Залізної Руки Холодної Бризки та її Вождя Меча. Стримуючи кроєля загрозою криля — однієї з небагатьох видів зброї, яка може вбити монстра — група може взяти з собою Єремію та кроєля. Щоб погіршити ситуацію також прибуває Скурдж. Завдяки своєму земному баченням більше, ніж інші члени партії, піддана злу прокляття — і будучи більш готовою мішенню через сімейну історію насильства та відчаю — надія Лінден зрештою провалюється, коли партія загнана в кут, і вона впадає в кататонічний стан, глибоко травмований. Ковенант спочатку намагається поміркувати з Тією, Яку Не можна називати, а потім намагається переконати Есмер розкрити своє справжнє ім'я, що звільнить її. Коли Есмер відмовляється, Ковенант просить Анеле використати камінь-гребінь Ліанд, щоб викликати духів його батьків, Сандера та Голліана. Однак вони йдуть і викликають дух верховного лорда Елени як приманку для Тієї, Кого не можна називати. Цією хитрістю вдається затримати Тію, Кого Не Можна Називати, від нападу на групу. Оскільки Олену поглинають, Ковенант переконує Есмер залишити їх, що дозволяє Палкому перевезти компанію.
Ардент транспортує групу до місця поблизу Лендсдропу. Аргент більше не може їм допомагати, оскільки він не зміг захистити Борону, і починає божеволіти та вмирати, хоча через нього раса Незвичайних оголошує, що він став найбільшим серед них. Трохи пізніше, як останню послугу Ліндену, він транспортує Кордсів до Ревелстоуна, щоб вони могли переконати Майстрів виступити проти Сандгоргонів і скурджів, які атакують Верхню землю. А тим часом група відпочиває та відновлюється від своєї ледве втечі від смерті. Ковенант виводить Лінден з її кататонічного стану, але її прагнення до його кохання (з її точки зору) відкидається. У результаті вона починає озлоблюватися на нього і знову зосереджується на становищі свого сина.
Після невдалої спроби Лінден звільнити Єремію від кроєля — під час якої полум'я Земної сили, яке вона виймає з посоха, стає чорним, мабуть, назавжди — групу атакують цезури, спричинені тим, що Джоан усвідомила спробу Лінден використати дикий магія. Не менше ніж шість цезурів нападають на компанію, і в хаосі Анель торкається бруду й стає одержимою Кастенессеном; божевільний Елогім негайно вбиває Ліанд, намагаючись захистити кроєлів . Після того, як Лінден гасить цезури, Гіганти та Стайв будують скелясту піру для вбитого Стоундаунора, чий коханець Пані невтішний. Невдовзі на спустошену групу знову атакують Роджер і армія кевейтів. Під час битви Ґолт жертвує собою, щоб захистити Анелі, що вказує на зміну позиції Приниженого щодо загрози його земної сили. Потім Анеле використовує герб Ліанда та жертвує своїм життям, щоб убити кроєлів і передати Єремії свою вроджену земну силу та спадщину як «останньої надії Землі». Під час бою Есмер прибуває, намагаючись зрадити Ліндена заради Кастенессена, але її переслідують ур-віли, які нарешті розкривають мету викованих ними кайданів: вони захоплюють Есмера разом із собою, стримуючи його силу та звільняючи дика магія діяти. Розлючена втратою Анель і Ґолта та піднесена порятунком свого сина, Лінден володіє білим золотом і вщент розбиває Роджера та його Кейвейтів.
Після битви з'ясовується, що Єремія залишається замкнутим у своєму ізольованому психічному стані, і що Галт насправді був сином Стейва, хоча обидва відчужувалися через те, що Стайв відмовився від Майстрів. Що стосується Есмер, то змучений напів- Гаручай благає Лінден про звільнення від смерті, але вона не може змусити себе це зробити, навіть якщо потрібна зброя, криль, під рукою. Стейв бачить це і вбиває Есмер як акт милосердя — як до Есмер, так і до Лінден, щоб їй не довелося цього робити. Нарешті, завдяки допомозі Велетнів, чий дар мов було відновлено після смерті Есмер, Лінден нарешті може спілкуватися з мерзенним володарем пам'яток, якому вона дякує та обіцяє надати допомогу пізніше. Потім відродження Демондімів відходить.
Несподівано Ковенант йде разом із двома залишившимися Гамбледами, щоб протистояти Джоан. Лінден та її товариші слідують за Ранігінами, вірячи, що мудрі коні найкраще знають, що вони повинні робити далі, щоб протистояти загибелі Краю. Вони ведуть Лінден до кар'єру кісток на ім'я Муірвін Деленот. Кістки належали квелвіскам, вимерлій расі монстрів, яку Лорд Фол створив, намагаючись розбудити Хробака, атакуючи Елохіма (ця змова не вдалася, і квелвіски були знищені Елохімом). Без підказки Єремія починає будувати конструкцію з кісток квелвіска, якимось чином використовуючи стародавнє втрачене ремесло анундівської яджни. Група негайно стає ціллю кількох ворогів: Джоан, яка починає атакувати їх за допомогою кесурів; та Інфеліс, яка з'являється та намагається зупинити Єремію. Вона натякає, що конструкт Єремії захопить Елохіма, чого вона не може допустити. Вона описує його дії як «втілення руїни». Вона також попереджає, що «глибша мета» лорда Фоула (на яку він натякнув, коли Ліндена покликали в «Рунах Землі») — використати силу Єремії після падіння Арки часу, щоб створити в'язницю для Творця, дозволяючи Погано керувати всіма всесвітами. Це, нарешті, те, на що давно натякають згадки про «Тінь на серці» Елохіма: Інфеліс наполягає на тому, що будівництво Єремії не повинно бути завершене. В обмін на те, що Лінден зупиняє Єремію, Інфеліс обіцяє захистити хлопця Елохімом, щоб він не потрапив назад у руки Зневажника. Лінден відмовляється від угоди, і як цезура атакує, Інфеліс зв'язує Лінден і Ставу за допомогою чарів і починає атакувати Єремію. Однак Стейв і Лінден чинять опір, і за допомогою Ранігіна Лінден може кинути стару іграшкову гоночну машину Єремії (яку Есмер раніше відремонтувала) своєму синові, який використовує її, щоб завершити свою конструкцію. Infelice зникає, і з'ясовується, що конструкт є дверима в розум Єремії, що дозволяє йому втекти з в'язниці свого розуму та нарешті отримати знання. Нарешті він і його мати обіймаються, і Лінден може повірити, «що її розірване серце може зцілитися».
Тим часом Томас Ковенант їде до руїн дитячого садка Фоул, щоб зустрітися з Джоан. Він відмовляється їздити верхи на Ранігіні згідно з його давньою угодою з ними, тому Ранігін Принижених привозить із собою коня, на якому раніше їздив Борона, і вони змушують його нести Угоду. Під час подорожі він розмовляє з фероке, мініатюрними істотами, які поклоняються Луркеру Сарангрейва. Вони є відгалуженнями тієї самої раси, яка породила скест і сюр-джегеррін. Фероки кажуть Ковенанту, що Луркер хоче об'єднатися з Ковенантом, оскільки він усвідомив небезпеку Черв'яка як спільного ворога. Ковенант приймає цей альянс, і фероки пізніше допомагають йому, коли вони б'ються зі скестом. Ковенант досягає Жанни шляхом введення цезури; Бранл і Клайм йдуть за ним із вірністю Харучаю, хоча Ковенант здатний звільнитися лише від спотвореної миті часу. Він розуміє, що Джоан недосяжна, оскільки вона дорікає його спробам допомогти їй, і має намір убити його. Ковенант кличе ранигінців, які вміють відволікати Джоан — через її любов до коней. Відволікання дає йому можливість прогнати криль через серце Джоан, завершуючи цезуру та звільняючи Приниженого. Турія Герем, Рейвер, який заволодів Джоан, тікає, і Ковенант забирає обручку своєї колишньої дружини, позбавляючи Фоула та його союзників білого золота.
Ковенант і Принижені піднімаються на берег, щоб уникнути припливної хвилі, спричиненої наближенням Хробака до Землі; вони вижили, хоча скакуни хумбледа ранигінського втрачені. Ранкове сонце не встигло засвітити, і Томас Ковенант спостерігає, як зірки починають гаснути одна за одною.

## Персонажі
- Томас Ковенант
- Лінден Евері
- Єремія (прийомний син Лінден Евері)
- Роджер Ковенант (син Томаса Ковенанта)
- Джоан (колишня дружина Томаса Ковенанта; мати Роджера)
- Анель (син Сандера та Холліан)
- Стейв (Гарухай; господар землі)
- Ліанд (Каменетримач)
- Есмер (Син Кейла та одиноких дружин)
- Махртіїр (Манетралл рамена)
- Бхапа (шнур рамена)
- Пані (шнур рамена)
- Принижений Майстрів
- Ґалт (Принижений з Майстрів; син Става)
- Клайм (Принижений Майстрів)
- Гарров (інсеквент)
- Аргент (інсеквент)
- Райм Колдспрей (залізний кулак Свордмайнніра)
- Вона, яку не можна називати (Бейн)
- Гин (Ранихин)
- Гинин (Ранигин)
- Інфеліс (Елогім)